# مارفيل (لاعب كرة قدم)
مارفيل أنتولين غارسون (مواليد 7 يناير 2003) هو لاعب كرة قدم إسباني، يلعب في مركز الدفاع مع نادي ليغانيس. في الدوري الإسباني الممتاز ومنتخب إسبانيا.

## الإنجازات
ريال مدريد
- دوري أبطال أوروبا: 2023–24[3]

## وصلات خارجية
لا توجد روابط لمواقع التواصل الاجتماعي.

مارفيل على موقع الاتحاد الأوربي (الإنجليزية)
- مارفيل على موقع قاعدة بيانات كرة القدم.إي يو (الإنجليزية)
- مارفيل على موقع Soccerway.com (الإنجليزية)